# Saint-Sauveur-Marville
Saint-Sauveur-Marville är en kommun i departementet Eure-et-Loir i regionen Centre-Val de Loire strax norr om centrala Frankrike. Kommunen ligger i kantonen Châteauneuf-en-Thymerais som tillhör arrondissementet Dreux. År 2022 hade Saint-Sauveur-Marville 927 invånare.

## Befolkningsutveckling
Antalet invånare i kommunen Saint-Sauveur-Marville
Referens:INSEE